# Petronas
Petronas (abreviação de Petroliam Nasional Berhad) é a empresa estatal da Malásia de petróleo e gás que foi fundada em 17 de agosto de 1974. É uma empresa totalmente estatal que possui todas as reservas de petróleo e gás natural da Malásia. 
Petronas foi considerada pela revista Fortune em 2008 uma das 500 maiores empresas do mundo ocupando o 95.º lugar. A revista classifica a Petronas como a oitava empresa mais lucrativa do mundo e a mais lucrativa da Ásia. A empresa está presente em mais de 31 países e atua em vários ramos da industria do petróleo desde a produção e a exploração até o refino passando pela distribuição.

## Arquitetura

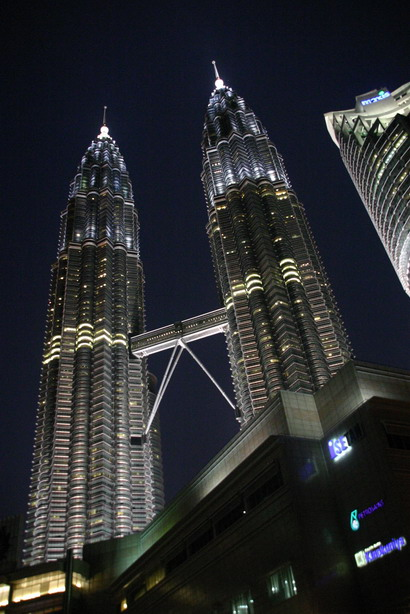
A Petronas Towers.

A empresa construiu como sede as Petronas Towers, que figuram entre os dez maiores arranha-céus do mundo.

## Marketing

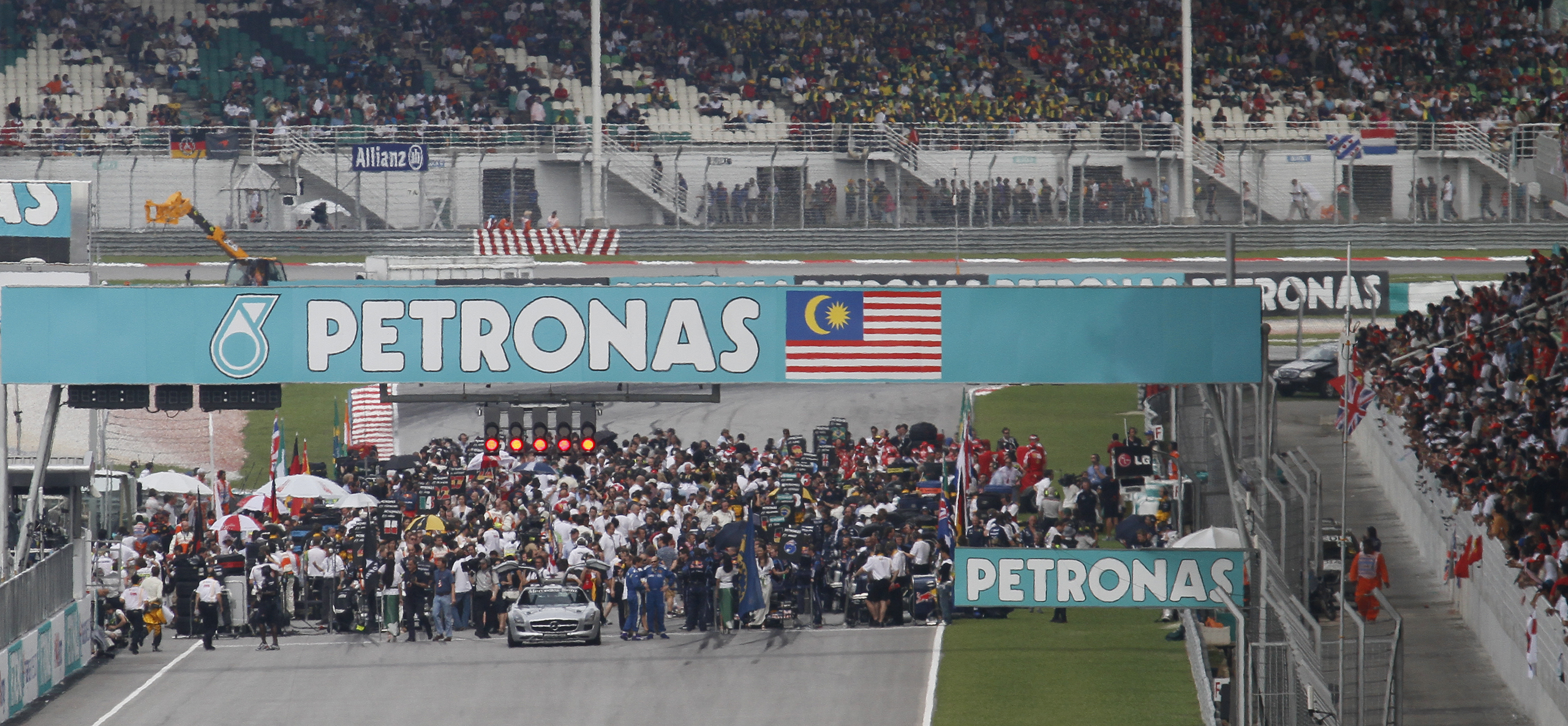
Petronas na Formula 1, GP de 2010.

Na área esportiva, a Petronas atua desde 2010 na Fórmula 1, como principal patrocinador da equipa Mercedes-AMG Petronas Formula One Team.